# Drôle de mentalité
Albums de Djadja & Dinaz
Le revers de la médaille
(2018) Spleen
(2021)
Singles
1. Plus fort
Sortie : 12 juillet 2019
2. Bénéfice max
Sortie : 14 août 2019
3. Un million par mois
Sortie : 29 octobre 2019

Drôle de mentalité est le quatrième album studio de Djadja & Dinaz sorti le 22 mars 2019. La deuxième partie est sortie le 8 novembre 2019.

## Liste des pistes
Toutes les paroles sont écrites par Djadja & Dinaz.
| 1.  | Drôle de mentalité | Katrina Squad, Timo  | 3:39 |
| 2.  | Pour la moula      | Fux, Douki, WMK      | 3:21 |
| 3.  | Carré d'as         | Kore                 | 3:11 |
| 4.  | 20h20              | SNK                  | 3:00 |
| 5.  | Magicien           | Young Bvngz          | 3:46 |
| 6.  | Million            | Fux, Douki, WMK      | 3:11 |
| 7.  | Possédé            | Fux, Douki, WMK      | 4:29 |
| 8.  | Bomba              | DIIAS                | 3:26 |
| 9.  | Sommet             | Piqueur Beatz        | 3:39 |
| 10. | Chacun son sort    | BDR                  | 3:11 |
| 11. | Loin               | RJacks & Masta       | 3:02 |
| 12. | Ça vend            | Young Bvngz          | 3:34 |
| 13. | Divisé             | BDR                  | 3:20 |
| 14. | Mon temps          | Julio Masidi, Starow | 3:05 |
| 15. | TPLM               | Fux, Douki, WMK      | 3:25 |
| 16. | Sous tension       | Fux, Douki, WMK      | 4:32 |
| 17. | Oubliez-moi        | SNK                  | 3:16 |

| 1.  | Bénéfice max         | Douki, WMK, MTH Fux Cartel | 3:16 |
| 2.  | Plus fort            | Young Bvngz                | 3:00 |
| 3.  | Bécane volée         | ELS                        | 2:44 |
| 4.  | Un million par mois  | Lil Ben, Trent 700         | 3:08 |
| 5.  | Au fond de la classe | Douki, WMK                 | 2:44 |
| 6.  | Hanter               | Douki, WMK                 | 3:19 |
| 7.  | Nouvel R             | Douki, WMK                 | 2:51 |
| 8.  | Quitter les cours    | Mike Btz                   | 2:33 |
| 9.  | Forza                | Mike Btz                   | 3:01 |
| 10. | Le mal m'appelle     | Mike Btz                   | 2:59 |
| 11. | Zoo                  | SOTT                       | 2:54 |
| 12. | Ganja                | Fux                        | 3:05 |
| 13. | Croire               | Katrina Squad              | 4:01 |

## Titres certifiés
- Drôle de mentalité  Platine [2]
- Pour la moula  Or [3]
- Carré d'as  Or [4]
- 20h20  Or [5]
- Possédé  Platine [6]
- Bomba  Diamant [7]
- Mon temps  Or [8]
- Magicien  Or

### Partie 2
- Bénéfice max  Or [9]
- Un millions par mois  Or [10]
- Forza  Or [11]
- Croire  Diamant [12]

## Clips vidéo
- Possédé : 8 mars 2019
- Bénéfice max : 14 août 2019
- Un million par mois : 1er novembre 2019
- Forza : 5 janvier 2020

## Classements et certifications

### Classements
| Classement (2023)            | Meilleure position |
| ---------------------------- | ------------------ |
| Belgique (Wallonie Ultratop) | 5                  |
| Belgique (Flandre Ultratop)  | 100                |
| France (SNEP)                | 3                  |
| Suisse (Schweizer Hitparade) | 19                 |

### Certifications et ventes
| Région        | Certification | Ventes/Streams |
| ------------- | ------------- | -------------- |
| France (SNEP) | 3 × Platine   | 300 000        |